# Place de la Comédie

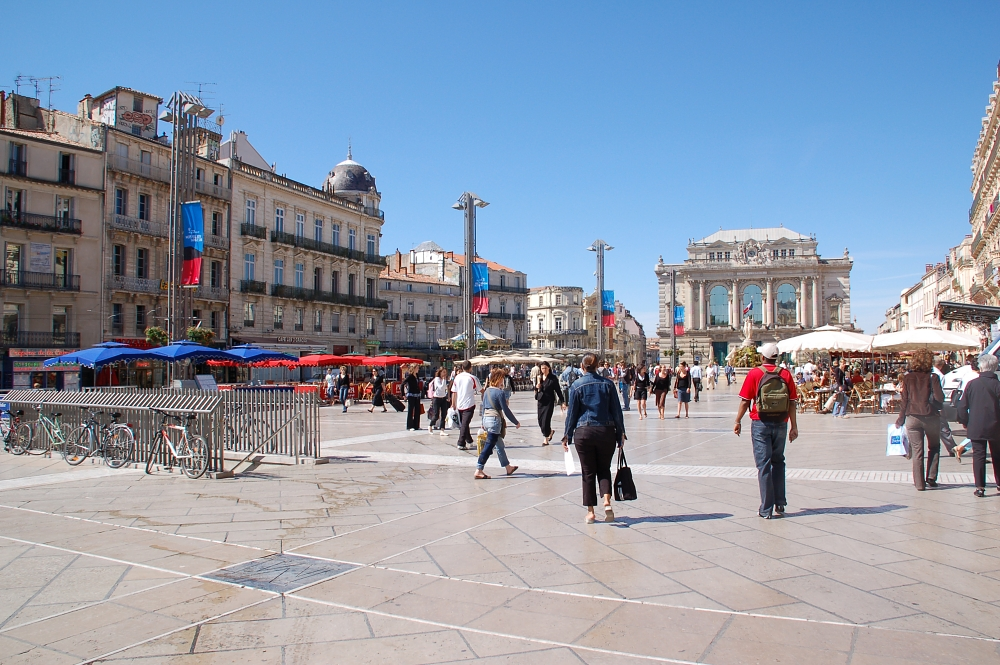
La Place de la Comédie mirando hacia el este

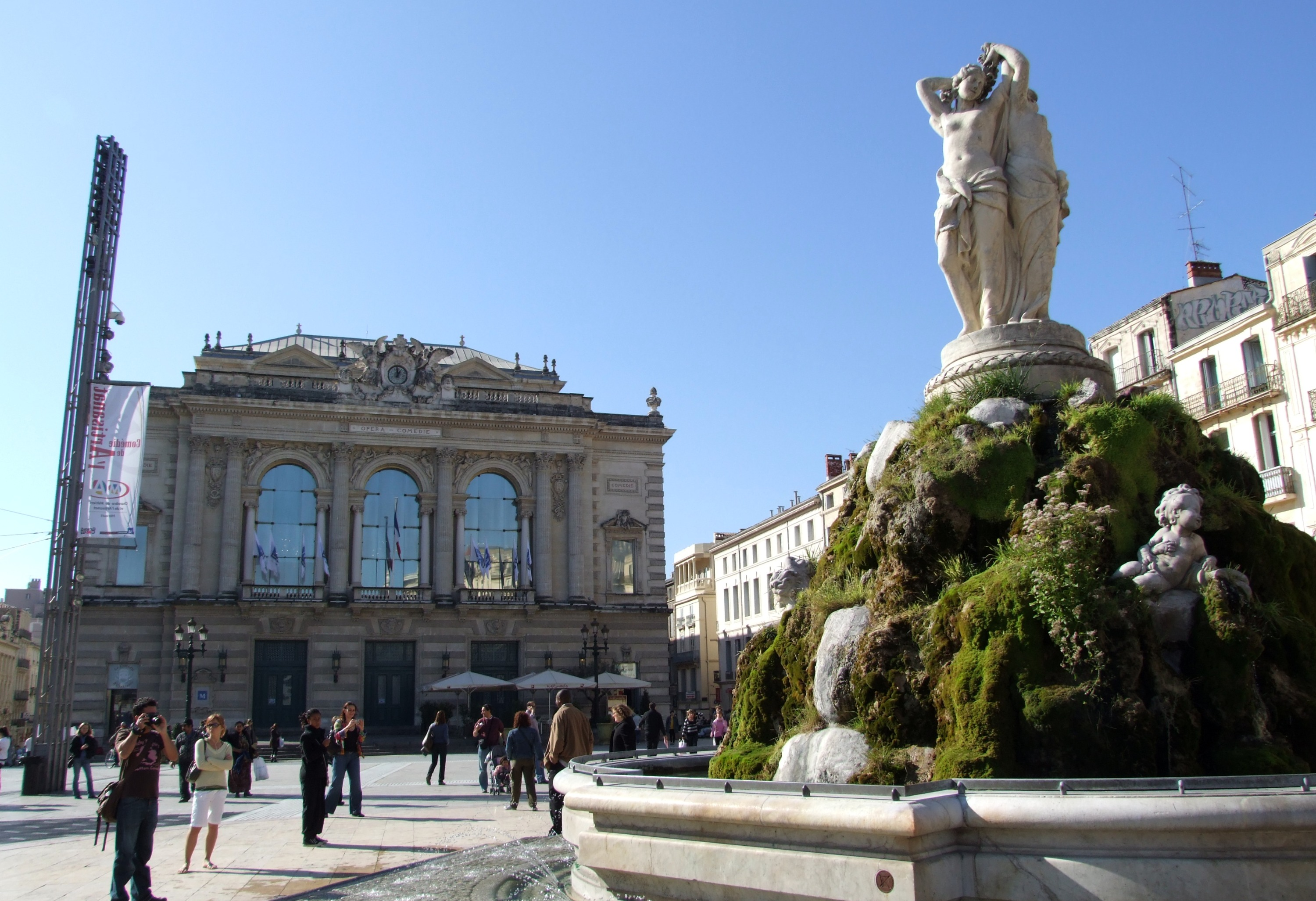
La Opéra Comédie y la fuente de las Tres Gracias en la Place de la Comédie.

La Place de la Comédie es la plaza más importante de la ciudad de Montpellier, en el departamento Hérault, Languedoc-Rosellón, al sur de Francia. Se sitúa al sudeste del centro de la ciudad, donde en la antigüedad se erigían las fortificaciones de la ciudad.

## Historia
La plaza se mencionó por primera vez en 1755 y su nombre proviene del teatro situado allí, que se incendió en 1785 y 1855.[cita requerida]
La plaza se convirtió en el lugar central de la ciudad cuando a mediados del siglo XIX se construyó la estación de ferrocarril principal (Gare de Montpellier Saint-Roch) unos 200 metros al sur de la plaza. En aquella época, también salía de la plaza un tren más pequeño que iba hacia la playa cercana de Palavas-les-Flots.

## Localización
En el centro de la plaza hay una fuente llamada las Tres Gracias, realizada por el escultor Étienne d'Antoine en 1790. La escultura se trasladó al Musée Fabre en 1989, pero se trasladó de nuevo a la plaza, en concreto a la Opéra Comédie, durante la renovación del museo.[cita requerida]
En la esquina noreste la plaza continúa como la Esplanade de Charles de Gaulle, un pequeño parque que conecta la plaza con el Corum, un gran complejo de hormigón y granito diseñado por Claude Vasconi. En su esquina sudeste está conectada al Lycée Joffre, antiguamente la Ciudadela de Montpellier.